# Mühltal (Hitzhofen)
Mühltal ist ein Ortsteil der Gemeinde Hitzhofen im oberbayerischen Landkreis Eichstätt.

## Lage
Die Einöde liegt auf der Hochfläche der südlichen Frankenalb westlich des Gemeindesitzes Hitzhofen. Von dort aus ist sie über die Mühltaler Straße zu erreichen.

## Namensdeutung
Nach der Erstnennung als „Milichtal“ wird der Ortsname als „Milch“-tal, als fruchtbares, ertragreiches Tal gedeutet.

## Geschichte
„Milichtal“ wurde 1305 in der Auseinandersetzung zwischen der Kirche von Eichstätt und dem Herzog von Bayern um das Hirschberger Erbe schiedsgerichtlich dem Bischof von Eichstätt zugesprochen. Bis zum Ende des Alten Reiches unterstand die Einöde hochgerichtlich dem Landvogteiamt Eichstätt und grundherrschaftlich dem Hofkastenamt Eichstätt.
Im Zuge der Säkularisation von 1802/03 kam Mühltal mit dem Landvogtamt Eichstätt an den Großherzog Erzherzog Ferdinand III. von Salzburg-Toskana und 1806 an das Königreich Bayern. Hier wurde die Einöde, zur Gemeinde Oberzell gehörend, 1806 dem Steuerdistrikt Hitzhofen zugeordnet. Das zweite Gemeindeedikt von 1818 brachte wieder die gemeindliche Selbständigkeit von Oberzell mit Mühltal; die Gemeinde gehörte zum Landgericht und Rentamt Ingolstadt, 1819 bis 1832 zum Leuchtenbergischen Stadt- und Herrschaftsgericht Eichstätt. 1830 wohnten in Mühltal elf Personen. Drei Jahrzehnte nach dem Ende des Leuchtenbergischen Fürstentums Eichstätt und dessen Rückfall an Bayern wurde 1862 die Gemeinde Oberzell mit Mühltal zusammen mit den Gemeinden Hitzhofen und Lippertshofen vom Landgericht Eichstätt abgetrennt und dem Landgericht Kipfenberg zugeteilt.
1852 wurde eine Kapelle errichtet und der Hl. Dreifaltigkeit, dem hl. Sebastian und der hl. Margareta geweiht.